# Capparis aegyptia
Capparis aegyptia là một loài thực vật có hoa trong họ Capparaceae. Loài này được Lam. mô tả khoa học đầu tiên năm 1785.